# Piscinas
Piscinas (sardisk: Piscìnas) er en by og en kommune (comune) i provinsen Sud Sardegna i regionen Sardinien i Italien. Byen ligger i 66 meters højde og har 857 indbyggere (2016). Kommunen har et areal på 16,89 km² og grænser til kommunerne Giba, Masainas, Santadi, Teulada, Tratalias og Villaperuccio.